# Гари (Ильинский район)
Гари — село Ильинского района Ивановской области России, входит в состав Ильинского городского поселения.

## География
Расположено на берегу реки Сахта в 7 км на юго-запад от райцентра посёлка Ильинское-Хованское.

## История
Одноглавая каменная церковь во имя Святой Живоначальной Троицы в селе построена на средства прихожан при содействии помещика Ивана Никитича Демидова в 1801 году. Церковь имела два теплых придела: во имя святителя и чудотворца Николая и святого великомученика Георгия, в связи с церковью выстроенна каменная колокольня. До построения каменной церкви в селе была деревянная церковь во имя святителя и чудотворца Николая. 
В конце XIX — начале XX село являлось центром Гарской волости Ростовского уезда Ярославской губернии. В 1885 году в селе было 95 дворов.
С 1929 года село являлось центром Гарского сельсовета Ильинского района, с 2005 года — в составе Ильинского городского поселения.

## Население
| 1859 | 1897 | 1914 | 2010 |
| ---- | ---- | ---- | ---- |
| 655  | ↗766 | ↗800 | ↘381 |

## Инфраструктура
В селе имеются Гарская основная общеобразовательная школа (построена в 1969 году), отделение почтовой связи.

## Достопримечательности
В селе расположена недействующая каменная Церковь Троицы Живоначальной (1801) и деревянная Церковь Георгия Победоносца (2019).